# Edgardo Brittes
Edgardo Brittes (La Paz, Entre Ríos, Argentina, 30 de septiembre de 1982) es un exfutbolista argentino. Jugaba de delantero.

## Clubes
| Club                  | País      | Año           |
| --------------------- | --------- | ------------- |
| Patronato de Paraná   | Argentina | 2005 - 2010   |
| Santamarina de Tandíl | Argentina | 2010 - 2011   |
| Libertad de Sunchales | Argentina | 2011          |
| Real Potosí           | Bolivia   | 2012          |
| Patronato de Paraná   | Argentina | 2012-presente |